# Pagosa Springs
Pagosa Springs és una població dels Estats Units a l'estat de Colorado. Segons el cens del 2000 tenia 1.591 habitants.

## Demografia
Segons el cens del 2000, Pagosa Springs tenia 1.591 habitants, 633 habitatges, i 415 famílies. La densitat de població era de 140,2 habitants per km².
Dels 633 habitatges en un 32,4% hi vivien nens de menys de 18 anys, en un 46,1% hi vivien parelles casades, en un 13,6% dones solteres, i en un 34,4% no eren unitats familiars. En el 27,8% dels habitatges hi vivien persones soles el 10,3% de les quals corresponia a persones de 65 anys o més que vivien soles. El nombre mitjà de persones vivint en cada habitatge era de 2,48 i el nombre mitjà de persones que vivien en cada família era de 3,07.
Per edats la població es repartia de la següent manera: un 27,6% tenia menys de 18 anys, un 9,4% entre 18 i 24, un 26,9% entre 25 i 44, un 24,8% de 45 a 60 i un 11,3% 65 anys o més.
L'edat mediana era de 37 anys. Per cada 100 dones de 18 o més anys hi havia 94,3 homes.
La renda mediana per habitatge era de 29.469 $ i la renda mediana per família de 33.831 $. Els homes tenien una renda mediana de 24.125 $ mentre que les dones 21.406 $. La renda per capita de la població era de 15.355 $. Entorn de l'11,9% de les famílies i el 14,1% de la població estaven per davall del llindar de pobresa.

## Poblacions més properes
El següent diagrama mostra les poblacions més properes.